# 王朝 (西汉)
王朝（？—前115年），西汉齐国（治今山东淄博市临淄区）人。
汉武帝时，王朝曾官任右内史、左内史，失去官职。后来王朝与边通、朱买臣等都担任为丞相长史。原来他的官职在张汤之上，后来张汤为御史大夫，常受张汤排挤，因而怨恨张汤。元鼎二年（前115年）张汤因事被人告发，又与丞相庄青翟相违，想要陷害庄青翟。王朝遂与丞相长史朱买臣、边通合谋处置张汤之罪，张汤被迫自杀。汉武帝因为张汤死非其罪，将王朝与边通、朱买臣三人一起处决。